# Pierfranco Vianelli
Pierfranco Vianelli (Provaglio d'Iseo, provincia de Brescia, 20 de octubre de 1946) fue un ciclista italiano, que fue profesional entre 1969 y 1976. 
El 1968, como ciclista amateur, tomó parte a los Juegos Olímpicos de México, en que ganó la medalla de oro en la prueba en línea, por ante Leif Mortensen y Gösta Pettersson; y la de bronce en la contrarreloj por equipos, junto con Giovanni Bramucci, Vittorio Marcelli y Mauro Simonetti.
Como profesional solo consiguió una victoria, una etapa al Giro de Italia de 1971.

## Palmarés
1967
- 1º en el Gran Premio Palio del Recioto
- 1º en el Gran Premio Ezio De Rosso

1968
- Medalla de oro a los Juegos Olímpicos de Ciudad de México en la prueba en línea
- Medalla de bronce a los Juegos Olímpicos de Ciudad de México en la contrarreloj por equipos
- 1º en la Wartenberg-Rundfahrt
- 1º en el Giro de la Valle de Aosta

1971
- Vencedor de una etapa del Giro de Italia

### Resultados al Tour de Francia
- 1969. 7º de la clasificación general

### Resultados al Giro de Italia
- 1970. 22º de la clasificación general
- 1971. 5º de la clasificación general. Vencedor de una etapa
- 1972. 49.º de la clasificación general
- 1973. 88.º de la clasificación general